# Bataille de Fort Charlotte
Guerre d'indépendance des États-Unis
La bataille de Fort Charlotte fut un siège qui dura deux semaines et fut dirigé par Bernardo de Gálvez contre les Britanniques pour protéger les fortifications de Mobile durant la guerre d'indépendance américaine.
Fort Charlotte était le poste frontalier qui menaçait La Nouvelle-Orléans dans la colonie espagnole de Louisiane.
L'armée de Gálvez navigua depuis La Nouvelle-Orléans à bord d'une petite flotte de transports le 28 janvier 1780. Le 10 février, les Espagnols débarquèrent près de Fort Charlotte. La garnison britannique était supérieure en nombre aux Espagnols et elle résista jusqu'au 9 mars, jour où ils virent l'infanterie régulière et l'artillerie espagnole qui s'approchaient pour se joindre à Gálvez, ce qui les força à se rendre.
Le commandant de Fort Charlotte, le capitaine Elias Durnford, pouvait s'appuyer sur l'aide de Pensacola, mais celle-ci ne vint jamais. Sa reddition assura le contrôle de la rive occidentale de la baie de Mobile et ouvrit la voie pour les opérations espagnoles contre Pensacola.